# مطرانية كوريا للروم الأرثوذكس
الكنيسة الكورية الأرثوذكسية (بالكورية: 한국 정교회)‏ أو ميتروبوليس كوريا هي أبرشية أرثوذكسية شرقية تابعة لبطريركية القسطنطينية المسكونية في كوريا (بحكم الواقع في كوريا الجنوبية).

## تاريخ
في عام 1897، وبالنظر إلى الوجود المتزايد لضباط الحكومة الروسية في كوريا، اتخذت حكومة الإمبراطورية الروسية قرارًا بإرسال مبشرين أرثوذكس روس إلى كوريا. قاد الأرشمندريت أمبروسيوس غودكو الفريق المكون من ثلاثة أشخاص، لكن تم رفض السماح له بدخول البلاد.
في عام 1900، سمح الجو الأكثر ترحيبًا بين روسيا وكوريا لفريق تبشيري ثانٍ بقيادة الأرشمندريت خريسانف شيتكوفسكي بالبدء في التوعية في سول. وانضم إليه في كوريا الهيروديكون نيكولاس أليكسييف من الفريق الأصلي، والمرتل جونا ليفتسينكو. في 17 فبراير 1900، في كنيسة مؤقتة، تم الاحتفال بأول قداس أرثوذكسي مقدس في شبه الجزيرة الكورية.
تم بناء أول كنيسة أرثوذكسية في جونغ دونغ، جونغ غو، المنطقة المركزية لسول في عام 1903 وتم تكريسها تكريماً للقديس نقولا (لم ينجو المبنى). ومع ذلك، مع الاحتلال الياباني لكوريا (1910-1945) جاءت فترة من اضطهاد المؤمنين المسيحيين الأرثوذكس. على الرغم من ذلك، في عام 1912، رُسم جون كانغ تاك، أول كاهن كوري أرثوذكسي كوري أصلي.
في نوفمبر 1921، أنهى المجمع المقدس لبطريركية موسكو دعمه لكنيسة كوريا، وبالتالي تخلت الكنيسة اليابانية الأرثوذكسية عن سلطتها القضائية. وهكذا، في عام 1946، وُضعت الكنيسة الكورية الأرثوذكسية في موضع الاضطرار إلى تنظيم نفسها كرعية.
شهد عام 1947 سيامة كاهن كوري ثالث، الأب أليكسي كيم أوي هان، تمامًا كما غادر آخر كاهن روسي البلاد. كان الأب أليكسي كيم الكاهن الوحيد للكنيسة الأرثوذكسية الباقية لخدمة شعب كوريا. في 9 يوليو 1950، قُبض عليه واختفى دون تسجيل. مع اندلاع الحرب الكورية في عام 1950، تشتت المجتمع المسيحي الأرثوذكسي في المنطقة وتعطلت الأشكال المنظمة للحياة الكنسية.
في عام 1953، تم إعلام قسيس الجيش الأرشمندريت أندرياس خالكيوبولوس من القوات العسكرية اليونانية بالمؤمنين الأرثوذكس الكوريين ورتب لإعادة تأسيس أبرشية في سول. في العام التالي، رُسم المسيحي الأرثوذكسي الكوري بوريس مون يي تشون من قِبل رئيس أساقفة اليابان إيرينوس في طوكيو.
في 25 ديسمبر 1955، بعد قداس عيد الميلاد، قررت الجمعية العامة للطائفة الأرثوذكسية للقديس نيكولاس في سول بالإجماع طلب استلامها في السلطة القضائية لبطريركية القسطنطينية المسكونية. وقد وافقت على الطلب البطريركية المسكونية بقيادة البطريرك أثيناغوراس الأول. في عام 1956، بموجب قرار من البطريركية المسكونية، تم تكليف أبرشية أستراليا برعاية الكنيسة في كوريا، وبعد ذلك بوقت قصير إلى أبرشية أمريكا الشمالية والجنوبية، وكان رئيس الأساقفة ميخائيل كونستانتينيدس هو رئيس الأساقفة الكوري.
في عام 1975، تطوع الأرشمندريت سوتيريوس ترامباس للخدمة في البعثة الكورية للبطريركية المسكونية. خلال السنوات التي تلت ذلك، أسس ديرًا والعديد من الأبرشيات في كل من كوريا وأماكن أخرى في آسيا.
في عام 1993، انتخب المجمع المقدس للبطريركية المسكونية للقسطنطينية سوتيريوس ترامباس أسقفًا لزيلون وأسقفًا مساعدًا لمطران نيوزيلندا. في هذا الدور، عمل الأسقف سوتيريوس كإكسراخ لكوريا. في 20 أبريل 2004، تم رفع إكسرخسية كوريا إلى رتبة ميتروبوليس وأصبح المطران سوتيريوس أول ميتروبوليت لكوريا.
في 28 مايو 2008، تقاعد المطران سوتيريوس وحصل على لقب مطران بيسيديا. في نفس اليوم، تم انتخاب المطران أمبروسيوس زوغرافوس من زيلون، الأسقف المساعد للمدينة، مطرانًا لكوريا وإكسراخ اليابان.
في أوائل ديسمبر 2018، قام البطريرك المسكوني برثلماوس الأول بزيارة كوريا للمرة الرابعة بصفته بطريركًا للاحتفال بالذكرى الخمسين لكاتدرائية القديس نيكولاس في سول.

## الإحصائات والخلاف القضائي
حاليًا، الكنيسة الكورية الأرثوذكسية لديها 7 أبرشيات في كوريا الجنوبية: في مدن سول، بوسان، إنتشون، جونجو، بالانغ لي، تشنتشون، و‌ألسان، بالإضافة إلى 13 كنيسة صغيرة، دير التجلي في كابونغ للراهبات، دير القديس أندرو الأول دعا في يانغ غو للرهبان. كما أن لديها مركز التبشير، ودار النشر تحت اسم «الطبعات الأرثوذكسية الكورية»، مع منشورات باللغة الكورية، ومكتبان لبيع الكتب (مقهى الكتاب "Philokalia" في سول ومقهى الكتب "Logos" في إنتشون)، والمعسكر في تشونشون، روضة أطفال تحت اسم «البشارة» في بوسان، مركز الرعاية الاجتماعية للمسنين في تشونشيون، المقبرة الأرثوذكسية في يونغ ميري.

## روابط خارجية
- ميتروبوليس كوريا الأرثوذكسية وإكسرخسية اليابان باللغة الكورية
- «فيديو باللغة الكورية عن الكنيسة الأرثوذكسية الكورية»
- «فيديو باللغة اليونانية عن الكنيسة الأرثوذكسية الكورية»
- «فيديو باللغة الإنجليزية عن الكنيسة الأرثوذكسية الكورية»
- «فيديو باللغة الروسية عن الكنيسة الأرثوذكسية الكورية»